# Lepidophthalmus
Genre
Lepidophthalmus est un genre de crevettes.

## Liste d'espèces
Selon NCBI (11 sept. 2010)

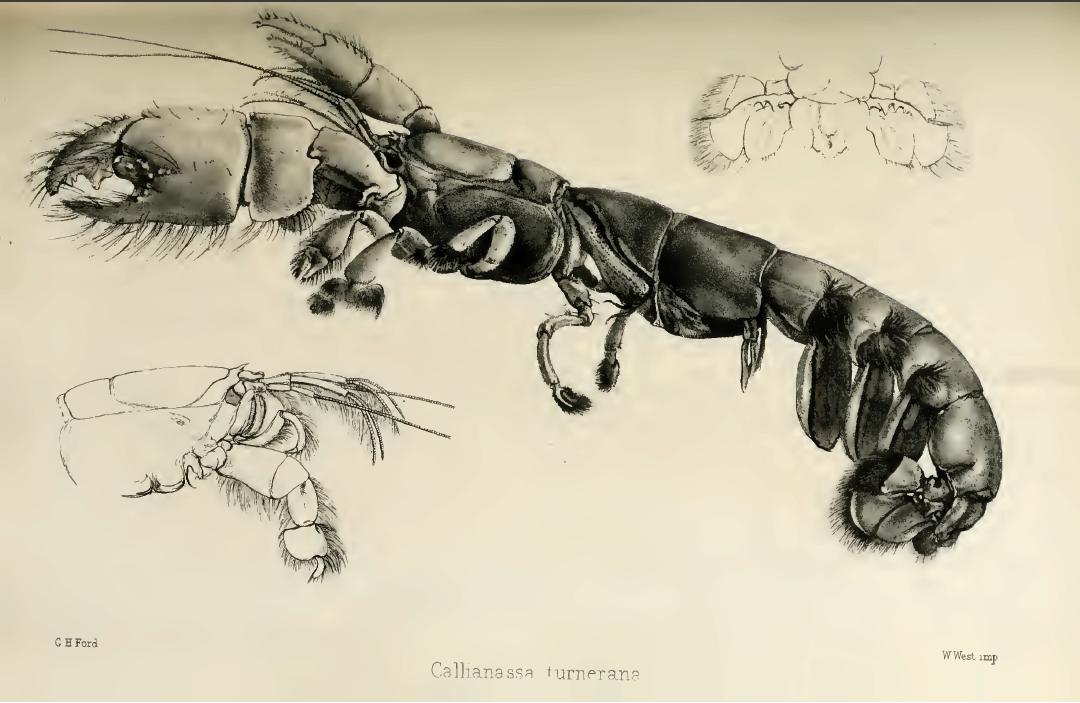
Lepidophthalmus jamaicense
- Lepidophthalmus louisianensis
- Lepidophthalmus tridentatus
- Lepidophthalmus turneranus

Selon ITIS (11 sept. 2010)
- Lepidophthalmus bocourti (A. Milne-Edwards, 1870)
- Lepidophthalmus jamaicense (Schmitt, 1935)
- Lepidophthalmus louisianensis (Schmitt, 1935)
- Lepidophthalmus sinuensis Lemaitre & Rodrigues, 1991

Selon G. C. B. Poore
- Lepidophthalmus bocourti (A. Milne-Edwards, 1870)
- Lepidophthalmus eiseni Holmes, 1904
- Lepidophthalmus grandidieri (Coutière, 1899)
- Lepidophthalmus jamaicense (Schmitt, 1935)
- Lepidophthalmus louisianensis (Schmitt, 1935)
- Lepidophthalmus manningi Feder & Staton, 2000
- Lepidophthalmus rafai Felder & Manning, 1998
- Lepidophthalmus richardi Felder & Manning, 1997
- Lepidophthalmus rosae (Nobili, 1904)
- Lepidophthalmus sinuensis Lemaitre & Rodrigues, 1991
- Lepidophthalmus siriboia Felder & Rodrigues, 1993
- Lepidophthalmus socotrensis Sakai & Apel, 2002
- Lepidophthalmus tridentatus (Von Martens, 1868)
- Lepidophthalmus turneranus (White, 1861)

- Lepidophthalmus turneranus